# Northrop Grumman Sea Ferret
Die Sea Ferret ist eine von Northrop Grumman gefertigte Drohne, die vorrangig für Aufklärung eingesetzt werden soll. Der Start erfolgt von getauchten U-Booten. Der Name bedeutet wörtlich See-Frettchen, sinngemäß dürfte er eine Anspielung auf ferret plane sein, eine Bezeichnung für Aufklärungsflugzeuge.

## Geschichte
Die Entwicklung der Sea Ferret begann 1991. Der erste Test der Drohne erfolgte im Dezember 1996. Dabei wurde ein Start vom U-Boot Asheville simuliert, wobei die Drohne in Wirklichkeit unter einer Cessna 206 montiert war. Das auf Periskoptiefe fahrende U-Boot übermittelte dann Steuerbefehle an die Drohne, die diese empfing und bestätigte. Später wurde die Kontrolle an ein Team des United States Marine Corps übergeben, daraufhin an eine simulierte Gruppe von Boeing-Sikorsky RAH-66 Comanche. Die Drohne lieferte Zieldaten von einem Kraftwerk, einer Flugabwehrraketen-Batterie und einer Radarstation an das U-Boot.
Der gegenwärtige Status des Programms ist unbekannt.

## Technik
Die Drohne ist 75 Zoll (ca. 1,90 m) lang und wiegt 145 Pfund. Die Sea Ferret kann Geschwindigkeiten von über 300 Knoten erreichen, die Minimalgeschwindigkeit für den Suchflug liegt bei 80 Knoten. Die Reichweite liegt bei 370 Seemeilen, die Drohne kann bis zu zwei Stunden im Zielgebiet verbleiben.
Der Start der Sea Ferret erfolgt von getauchten U-Booten, die auch die Steuerung übernehmen können und Daten aus dem Zielgebiet in Echtzeit geliefert bekommen. Der Start erfolgt aus einem Behälter, aus dem sonst Seezielflugkörper AGM-84 Harpoon gestartet werden.
An Bord befinden sich mehrere Sensoren wie Kameras, die auch bei schlechtem Wetter eingesetzt werden können. Bewaffnung ist eher zweitrangig, es besteht die Möglichkeit, einen Gefechtskopf von 20 Pfund mitzuführen.